# 1924 في مصر
فيما يلي قوائم الأحداث التي وقعت خلال عام 1924 في مصر.

## سياسة

### تعيين في المنصب
- 26 يناير – سعد زغلول رئيس الوزراء المصري.

### انتهاء فترة المنصب
- 24 نوفمبر – سعد زغلول رئيس الوزراء المصري.

## مواليد

### يناير
- 1 يناير – عبد الحميد صبرة
- 1 يناير – محمد أمين الشيخ شاعر مصري.
- 14 يناير – زكي بدوي أستاذ جامعي مصري.

### مارس
- 5 مارس – سامية جمال ممثلة وراقصة شرقية مصرية.
- 7 مارس – وداد حمدي

### أبريل
- 16 أبريل – إنجي حسن أفلاطون رسامة مصرية.
- 28 أبريل – مأمون الهضيبي

### يوليو
- 17 يوليو – علي رضا

### أغسطس
- 18 أغسطس – أنيس منصور كاتب مصري.

### سبتمبر
- 6 سبتمبر – فؤاد المهندس ممثل مصري.

نوفمبر
- 11 نوفمبر- زيد ابراهيم ممثل مصري.

### ديسمبر
- 6 ديسمبر – إيلي كوهين جاسوس إسرائيلي.
- 14 ديسمبر – جوهر جاسباريان

### تاريخ غير معروف
- عبد الصبور مرزوق كاتب مصري ومدير رابطة العالم الإسلامي في مكة المكرمة. توفي عام 2008م.

## وفيات

### يوليو
- 25 يوليو – مصطفى لطفي المنفلوطي (مواليد 1876) أديب وشاعر مصري، يعتبر من أشهر أدباء النهضة العربية.